# Écologie et Politique
Écologie et Politique est un ouvrage de philosophie politique et d'écologie écrit par André Gorz. Paru en 1975 sous le pseudonyme de Michel Bosquet, il reparaît dans une version augmentée en 1978, avec le texte Écologie et Liberté de 1977. 
Dans l'introduction, intitulée « Leur écologie et la nôtre », l'auteur prône une écologie anticapitaliste, se positionnant contre l’écologie de marché et l’« expertocratie » verte.

## Réception
L'ouvrage reprend les premiers textes de l'auteur, parus d'abord dans la presse, dans Le Sauvage, Le Monde diplomatique ou Le Nouvel Observateur. 
Pour Autogestion et Socialisme, la partie Écologie et Liberté « va à l'essentiel, pose des questions incontournables et trace des voies de recherche et de réflexion pour une nouvelle culture écologiste et autogestionnaire ».
Pour The Conversation, « André Gorz deviendra alors l’un des principaux représentants d’une écologie démocratique et anticapitaliste, mais aussi une écologie arcadienne, orientée vers l’émancipation, l’autonomie et le bien-être, peu soucieuse de nature ou de scientificité (la question climatique ne l’intéressait pas) ».

## Réédition
L'ouvrage a été réédité aux éditions du Seuil en 1978, avec à sa suite Écologie et Liberté. Il est réédité chez Arthaud en 2018.